# 工藤晃
工藤 晃（くどう あきら、1926年2月10日 - 2024年9月20日）は、日本の政治家、経済研究家。元衆議院議員（日本共産党公認、通算4期）。日本共産党中央委員会名誉役員。

## 来歴
東京都出身。旧制第五高等学校（現在の熊本大学）、東京大学理学部地質学科を卒業。1976年の衆院選に東京7区から出馬し初当選。以後1990年に落選するまで衆議院議員を4期務めた。地盤は佐々木憲昭に譲る。議員時代は党経済政策委員会責任者や社会経済研究所副所長などを歴任する。議員引退後は、日本共産党中央委員会付属社会科学研究所で主に経済研究に従事する。
1999年、前年10月に新日本出版社より刊行した『現代帝国主義研究』が、「アメリカの軍事支配、多国籍企業の支配を最新の資料にもとづき解明」したことにより、第24回野呂栄太郎賞を受賞。
2024年9月20日、98歳で死去した。

## 政歴
- 1976年 第34回衆議院議員総選挙 東京7区 当選
- 1979年 第35回衆議院議員総選挙 東京7区 当選
- 1980年 第36回衆議院議員総選挙 東京7区 落選
- 1983年 第37回衆議院議員総選挙 東京7区 当選
- 1986年 第38回衆議院議員総選挙 東京7区 当選
- 1990年 第39回衆議院議員選挙 東京7区 落選

## 主著

### 単著
- 『転機に立つ日本経済』（新日本出版社、1971年）
- 『日本経済と環境問題』（大月書店、1975年）
- 『日本経済の進路』（新日本出版社、1976年）
- 『経済危機への挑戦』（新日本出版社、1982年4月）
- 『議事堂の石』（新日本出版社、1982年10月）※1999年8月に新版
- 『日本独占資本の現段階をみる』（新日本出版社、1986年4月）
- 『帝国主義の新しい展開』（新日本出版社、1988年9月）
- 『日本経済の現状と将来』（地学団体研究会、1992年9月）
- 『資本主義はどう変わるか』（新日本出版社、1992年12月）
- 『九〇年代不況』（新日本出版社、1994年3月）
- 『混迷の日本経済を考える』（新日本出版社、1996年11月）
- 『マルクスは信用問題について何を論じたか』（新日本出版社、2002年1月）
- 『経済学をいかに学ぶか』（新日本出版社、2006年10月）
- 『エコノミスト、歴史を読み解く』（新日本出版社、2008年3月）
- 『資本主義の変容と経済危機』（新日本出版社、2009年11月）
- 『資本主義の変容と経済危機―大銀行、多国籍企業は何をしたか』（新日本出版社、2009年）
- 『マルクス「資本論」とアリストテレス、ヘーゲル（新日本出版社、2011年、85歳の業績）
- 『今日の世界資本主義と「資本論」の視点』（本の泉社、2014年）
- 『マルクス「資本論」の視点で21世紀世界経済危機の深部を探る』（かもがわ出版、2017年）
- 『マルクス「資本論」の方法と大混迷の世界経済』（かもがわ出版、2018年）
- 『リーマン危機10年後の世界経済とアベノミクス』（本の泉社、2019年）

### 共著
- 『民主連合政府で日本はこうなる』（新日本出版社、1974年）上田耕一郎との共著
- 『社会科学と自然科学の方法』（大月書店、1977年）井尻正二との共著
- 『歩きつづける』（光陽出版社、1988年）工藤静子との共著

### 翻訳
- 程力群『マルクス・レーニン主義の階級闘争の理論』（新日本出版社、1961年）橋本貢、山本直人共訳
- 艾思奇『社会発展史』（新日本出版社、1961年）橋本貢,山本直人共訳